# فيليب جوليكوف
فيليب إيفانوفيتش جوليكوف (بالروسية: Фили́пп Ива́нович Го́ликов) (30 يوليو 1900 - 29 يوليو 1980) كان قائدًا عسكريًّا سوفيتيًّا. قاد مديرية المخابرات الرئيسية، من المعروف أنه تجاهل أو لم يتعامل بجدية مع التقارير الاستخباراتية السوفيتية الوافرة التي أشارت لخطط ألمانيا النازية لغزو الاتحاد السوفيتي في يونيو 1941، وذلك إما لأنه لم يصدق ما بهذه التقارير، أو لأن ستالين أوضح أنه لا يرغب في الاستماع إليها. رُقي فيليب جوليكوف لرتبة مارشال الاتحاد السوفيتي في 1960.

## النشأة
ولد فيليب جوليكوف لأسرة روسية في محافظة بيرم بالإمبراطورية الروسية. كان والده مسؤولًا طبيًّا في موقع عسكري في توبولسك. انضم الوالد والابن إلى الحزب الشيوعي الروسي في أبريل 1918. وبعد شهر من ذلك تطوع فيليب في الجيش الأحمر، وأصبح مفوضًا سياسيًّا طوال فترة الحرب الأهلية الروسية وإلى 11 عامًا بعد ذلك. تخرج في أكاديمية فرونزه العسكرية في 1933. وعين قائدًا لفوج في 1931، وفي 1938 خلال التطهير العظيم رُقي بشكل مفاجئ إلى عضوية المجلس العسكري لمنطقة بيلاروس العسكرية. ويبدو أنه أرسل إلى هناك للإشراف على تطهير صفوف الجيش الأحمر في المنطقة، ومن بينهم بطل الحرب، جيورجي چوكوف. ولاحقًا في 1938 أيضًا، عُزل فيليب من هذا المنصب ثم في نوفمبر 1938 عُين قائد مجموعة جيوش فينستا، ثم في 1939 أعطى قيادة الجيش السادس. وخلال الغزو السوفيتي لبولندا، كان مسؤولًا عن القوات المكلفة باقتحام واحتلال لفيف. كما خدم أيضًا في حرب الشتاء ضد فنلندا.

## مدير المخابرات العسكرية
في يوليو 1940، عُين جوليكوف مديرًا لمديرية المخابرات الرئيسية، مع أنه لم يمتلك أي خبرة في مجال المخابرات. ويبدو أن ستالين كان يعلم أن جوليكوف غير مؤهل: ففي المؤتمر الثامن عشر للحزب في فبراير التالي، تحدث عن جوليكوف «كفرد مخابرات، هو غير ذي خبرة، ساذج: فرد المخابرات يجب أن يكون مثل الشيطان، لا يصدق أحد، ولا حتى نفسه.» خمسة من السابقين لجوليكوف أعدموا أو كانوا على وشك الإعدام رميًّا بالرصاص؛ فسابقه الأقرب، إيفان برسكورف حُمل مسؤولية الإخفاقات في الحرب الفنلندية، إلا أنه يرجح عزله لأنه كان يثير الكثير من الضجيج حول الحالة السيئة لجاهزية القوات السوفيتية. ولذلك كان لدى جوليكوف دافع قوي لإخبار ستالين بما يرغب في الاستماع إليه فقط، وكان ستالين يأبى أن يصدق أن هتلر سيخرق اتفاق عدم الاعتداء الذي تفاوض البلدان بشأنه في 1939. ومنذ أوائل 1941، تلقت المخابرات السوفيتية تحذيرات متعددة من داخل ألمانيا، ومن مسؤولين بريطانيين وأمريكيين حول مخاطر الغزو الألماني. في 20 مارس، وقَّع جوليكوف تقديرًا واسع الانتشار للمعلومات المخابراتية الحالية، بدأ هذا التقدير بالتالي: «معظم تقارير رجال المخابرات بشأن احتمال الحرب مع الاتحاد السوفيتي في ربيع 1941 أتت من مصادر أنجلو-أمريكية، هدف هذه التقارير من دون شك هو الإساءة للعلاقات بين الاتحاد السوفيتي وألمانيا.» وفي نهاية مايو، ومع أنه علم وأخبر رؤساءه بأن عدد الفرق الألمانية على حدود الاتحاد السوفيتي قد ارتفع من 70 إلى 107، إلا أن جوليكوف توقع أن عمليات ألمانيا العسكرية التالية ستكون ضد المملكة المتحدة، في جبل طارق، شمال أفريقيا والشرق الأدنى.

## السجل العسكري
بالرغم من سجله السيئ، احتفظ بمنصبه مديرًا للمخابرات العسكرية حتى أكتوبر 1941. وقاد بعثة أُرسلت إلى لندن من 8 إلى 13 يوليو، وإلى واشنطن في 26 يوليو. في 1942، قاد جبهة بريانسك، وبعد ذلك، مع بداية معركة ستالينجراد، عُين نائب قائد تحت الجنرال أندري يريومينكو. وحين تقرر نقل مقر القيادة إلى موقع أكثر أمانًا على الضفة الشرقية لنهر الفولجا، أُمر جوليكوف بالبقاء في المدينة. وفقًا لنيكيتا خروتشوف، الذي كان المفوض السياسي للجبهة: «صور وجه جوليكوف بنظرة من الرعب...لم أرى أي شخص، جنديًّا أو مدنيًّا، في حالة كهذه طوال الحرب. كان أبيض كما لو كان ورقة ورجاني ألا أتركه. وظل يردد ستالينجراد هلكت». استدعى إلى موسكو، حيث اشتكى إلى ستالين من معاملة خروتوشوف ويريومينكو له. وقبل ستالين ما قال، وعينه قائدًا لجبهة فرونيش في أكتوبر 1942. قاد الهجوم المضاد وأعاد الاستيلاء على فرونيش في 26 يناير 1943، واحتل خاركوف في 16 فبراير، لكن بعدما استولى الألمان على خاركوف مرة أخرى، في مارس 1943، أصر المارشال چوكوف على عزل جوليكوف.
حتى نهاية الحرب، وإلى عام 1950، كان مدير مديرية الأفراد الرئيسية التابعة لوزارة دفاع الاتحاد السوفيتي. في 1944، عُين رئيسًا لمجلس إعادة الأسرى السوفيت.
ذكر الروائي السوفيتي ألكسندر سولچنيتسين جوليكوف باختصار في الهامش في رواية أرخبيل الجولاج. حيث أشار إلى تورطه في الاعتقال الجماعي للأسرى السوفيت العائدين إلى الوطن بعد الحرب. كتب سولچنيتسين: «واحد من أكبر مجرمي الحرب، الكولونيل الجنرال جوليكوف، المدير السابق لإدارة مخابرات الجيش الأحمر، وُضع مسؤولًا عن إقناع العائدين إلى الوطن وابتلاعهم.»

## ما بعد الحرب
بعد الحرب، تولى فيليب جوليكوف عددًا من المناصب السياسية في وزارة الدفاع السوفيتية. في 1946، بدى أن ستالين ممتعض من المدح الذي يحصل عليه المارشال چوكوف بصفته صانع النصر للدولة السوفيتية في الحرب، قدم جوليكوف قضية مفصلة ضد المارشال چوكوف في جلسة خاصة للمجلس العسكري في يونيو. ووقعت إساءة علنية لچوكوف ونُقل إلى مراكز عسكرية هامشية. في 1949-1950، كان لفيليب جوليكوف يد في قضية ليننجراد، وهي عملية تطهير سيئة السمعة لقيادة الحزب في ليننجراد، إذ خطط لعزل مدير الإدارة السياسية الرئيسية للقوات المسلحة، يوسف شيكن. مُنح جوليكوف قيادة جيش مؤلل، وفي 1956 أصبح مدير الأكاديمية العسكرية للقوات المدرعة. في يوليو 1958، استفاد من السقوط الثاني للمارشال چوكوف إذ عُين مديرًا للإدارة السياسية الرئيسية للقوات المسلحة، حيث كانت مهمته الحفاظ على سيطرة الحزب الشيوعي على القوات المسلحة. عُزل بصفة مفاجئة في 1962، رسميًّا لأسباب صحية، إلا أن السبب الحقيقي ربما يكون معارضته لإرسال صواريخ نووية سوفيتية لتنصب في كوبا (للمزيد عملية أنادير، أزمة الصواريخ الكوبية). بعد ذلك، عُين مفتشًا عامًّا في وزارة الدفاع السوفيتية.
دُفن في مقبرة نوفوديفتشي.

## استشهادات
1. ↑  TracesOfWar | Filipp Ivanovich Golikov، QID:Q98839586
2. ↑  Ю. С. Осипов (ed.), Большая российская энциклопедия (بالروسية), Москва: Большая российская энциклопедия, QID:Q1768199
3. ↑   https://pamyat-naroda.ru/heroes/podvig-chelovek_nagrazhdenie1560738831/. {{استشهاد ويب}}: |url= بحاجة لعنوان (مساعدة) والوسيط |title= غير موجود أو فارغ (من ويكي بيانات) (مساعدة)
4. ↑   https://pamyat-naroda.ru/heroes/podvig-chelovek_nagrazhdenie1560802383/. {{استشهاد ويب}}: |url= بحاجة لعنوان (مساعدة) والوسيط |title= غير موجود أو فارغ (من ويكي بيانات) (مساعدة)
5. ↑   https://pamyat-naroda.ru/heroes/podvig-chelovek_nagrazhdenie1560644685/. {{استشهاد ويب}}: |url= بحاجة لعنوان (مساعدة) والوسيط |title= غير موجود أو فارغ (من ويكي بيانات) (مساعدة)
6. ↑   https://pamyat-naroda.ru/heroes/podvig-chelovek_nagrazhdenie1560571244/. {{استشهاد ويب}}: |url= بحاجة لعنوان (مساعدة) والوسيط |title= غير موجود أو فارغ (من ويكي بيانات) (مساعدة)
7. ↑   https://pamyat-naroda.ru/heroes/podvig-chelovek_nagrazhdenie1560658048/. {{استشهاد ويب}}: |url= بحاجة لعنوان (مساعدة) والوسيط |title= غير موجود أو فارغ (من ويكي بيانات) (مساعدة)
8. ↑  Murphy، David E. (2005). What Stalin Knew, the Enigma of Barbarossa. New Haven: Yale U.P. ص. 143. ISBN:0-300-10780-3.
9. ↑  Dimitrov، Georgi (2003). The Diary of Georgi Dimitrov, 1933-1949. New: Yale U.P. ص. 149. ISBN:0-300-09794-8. مؤرشف من الأصل في 2022-05-27.
10. ↑  Khrushchev، Nikita (1971). Khrushchev Remembers. Sphere. ص. 171.
11. ↑  Solzhenitsyn، Alexander (1974). The Gulag Archipelago 1918-1956. Collins. ص. 240.
12. ↑  Tatu، Michel (1969). Power in the Kremlin. London: Collins. ص. 236–37.